# OCRopus
OCRopus est un logiciel libre d'analyse de documents et de reconnaissance optique de caractères avec une conception très modulaire. OCRopus a été développé avec l'aide de Google sous la direction de Thomas Breuel du Centre de Recherche Allemand pour l'Intelligence Artificielle (DFKI) à Kaiserslautern et publié en tant que logiciel libre sous les conditions de la version 2.0 de la licence Apache. 
OCRopus a été spécialement conçu pour être utilisé dans des projets de numérisation à grande échelle de livres tels que Google Livres, Internet Archive ou des projets de bibliothèques différentes, où un grand nombre de langues et de polices d'écriture doivent être prises en charge. Il peut également être employé dans des applications bureautiques, des applications pour l'usage privé, ou des applications pour les malvoyants. 
Les principaux composants de l'OCRopus sont formés:
- L'analyse de la structure du document
- La reconnaissance optique de caractères
- L'utilisation de modèles linguistiques statistiques

La reconnaissance de texte est actuellement basée sur des réseaux de neurones récurrents (LSTM) et ne nécessite pas de modèle linguistiques. Cela permet l’entraînement de modèles indépendants de la langue pour lesquels des bons résultats de reconnaissance ont été achevés à la fois pour l'anglais, l'allemand et le français. Outre l’alphabet latin, il y a des résultats pour d'autres scripts tels que Sanskrit, Ourdou ou Devanagari.
De très bons taux de reconnaissance peuvent être obtenus grâce à un entraînement approprié. Cet effort supplémentaire est particulièrement intéressant pour les documents difficiles ou les polices de caractères qui ne sont plus courants aujourd'hui (par ex. Fraktur) et qui ne sont pas au centre des préoccupations des autres logiciels d'OCR.